# Pierre François Verger-Dubareau
Pierre François Verger-Dubareau   (Nantes, 5 de setembre de 1755 - La Flèche, 4 de desembre de 1829) Fou un general francès del 1r. Imperi.

## Registres de serveis
Va entrar en servei el 9 de març de 1773, com a cadet al regiment d'infanteria "Vivarais", i es va convertir en segon tinent el 28 de gener de 1776. Va exercir successivament a les milícies de Saint-Domingue l'1 de febrer de 1776, en els caçadors voluntaris de l'illa el 21 de gener de 1780 i als caçadors reials el 25 de juny de 1780. Va rebre el certificat de lloctinent l'1 d'octubre de 1780 i el de capità el 25 de desembre de 1781. Durant aquest període va participar en les expedicions de Sainte-Lucia i Grenada, així com al setge de Savannah, on va ser ferit greument, i a la captura de Tobago el 2 de juny de 1781. Va ser membre de l'Orde de Cincinnatus.
El 15 de setembre de 1783, esdevingué capità successivament al regiment del Cap, després durant la supressió dels capitans successivament, fou ocupat a la seu del lloc fins al 1788.
De tornada a França, fou assignat com a oficial superior a la Guàrdia Nacional el 1789 i el 1790, després en l'entrenament del 3r batalló de voluntaris de Mayenne-i-Loira el 1792. L'1 de març de 1793 es va incorporar al batalló de granaders reunits, amb l'exèrcit de les costes de Brest i el 15 d'agost de 1793 pren el comandament d'aquest batalló. Es distingí a la batalla de La Roullière el 8 de setembre de 1794 i fou ferit en una escaramussa el 27 d'octubre després a Château-Gontier. Va destacar a la batalla de Savenay el 23 de desembre de 1793 i, per recompensar-lo, va ser elevat al rang de comandant general del batalló ajudant-general el 25 de desembre.
El 6 d'octubre de 1794, va anar a l'exèrcit d'Occident i va ser nomenat cap de brigada general adjunt el 13 de juny de 1795. El 4 d'octubre de 1796 va ser empleat a l'exèrcit de Sambre-et-Meuse i el 3 de març de 1797 va ser enviat a la 25a divisió militar a Lieja. El 28 de març de 1798 va ser traslladat a la 14a divisió militar, després a l'onzena divisió militar el 22 d'abril de 1798, per problemes familiars.
L'1 de maig de 1801 va servir al cos d'observació de la Gironde i el 28 de març de 1802 fou destinat a la 21a divisió militar. Va ser fet cavaller de la Legió d'Honor el 5 de febrer de 1804 i oficial de l'orde el 14 de juny de 1804. El 24 de setembre de 1805 va passar pels granaders volants del camp de la Vendée i el 15 de maig de 1806 es va incorporar a la 22a divisió militar, abans de ser assignat a l'exèrcit de reserva el 22 de setembre de 1806.
El 25 de juny de 1807, va ocupar el càrrec de cap de gabinet de la 1a divisió d'infanteria del general Boudet al 11è Cos del Gran Exèrcit de Prússia. Va estar al setge de Kolberg (juliol de 1807) i al de Stralsund l'agost del 1807.
El 1809, va fer una campanya a Àustria, com a cap de gabinet de la quarta divisió d'infanteria del quart cos i va ser ferit el 12 de maig de 1809, obligant el pas del Danubi a Leopoldstadt als suburbis de Viena. El 17 de juny de 1809 fou autoritzat a tornar a França per curar les seves ferides i fou ascendit a general de brigada el 19 de juny de 1809. El 8 d'agost de 1809 va prendre el comandament del departament d'Ourthe i el 3 de juliol de 1811, comanda el departament de Basses-Pirineus. L'11 de març de 1814 fou l'encarregat d'organitzar una divisió de reserva a Bordeus, durant l'evacuació d'Espanya pels exèrcits francesos.
Durant la primera restauració, el rei Lluís XVIII el va convertir en cavaller de Sant Lluís i el va posar sense activitat l'1 de setembre de 1814. Durant el Govern dels cent dies, va ser empleat el 9 de maig de 1815, a Lió, en l'organització de guàrdies nacionals per a l'exèrcit dels Alps, després va prendre el comandament del departament de Loira, i després del país de Lyonnais va substituir-lo el general Mouton-Duvernet. Va ser ingressat a la retirada el 18 d'agost de 1815.
Va morir el 4 de desembre de 1829, a La Flèche.